# Straža na Gori
Straža na Gori este o localitate din comuna Šentjur, Slovenia, cu o populație de 105 locuitori.